# 沈阳新世界博览馆
沈阳新世界博览馆（“博览馆”）是一座多功能、高科技的会议及展览设施。博览馆位于沈阳市浑河北岸。博览馆是沈阳新世界中心的重要组成部分，展览面积约25,000平方米，另有约5,000平方米可供会议、研讨会及宴会使用。博览馆拥有宽敞气派的大堂及走廊，自设多元化餐饮服务，提供具有国际水平的科技和设备，以满足不同活动的多种需求。已经启用的地铁2号线可直达，令宾客能更快捷、更方便的前往博览馆。

## 管理机构
博览馆是由沈阳新世界博览馆管理有限公司（SML）负责管理运营。SML是香港上市机构新创建集团有限公司附属机构，拥有二十多年成功管理和运营香港会议展览中心的卓越经验。

## 展览部分
室内展览面积约25,000平方米，其中，展厅总面积约20,000平米，多功能展览厅总面积约5,000平米。展览厅可组成10种以上房型以适合不同类型的展览、会议等大型活动，及多类型展览、论坛、特大型会议、演唱会及超大型宴会等活动。

## 会议部分
设有5,000平米室内专业会议场地，能满足宾客的不同大型会议，研讨会，演唱会，主题宴会等用途。其中，宴会厅达1,706平米，可举办1,500人的豪华主题宴会，同时可按需求分隔为2个独立的会议厅。会议厅前厅装饰辉煌，可同时举办750多人的鸡尾酒会，或中西式茶歇等。同时也设有5个多功能厅，可举办180-280人的会议。此外设有12间会议室，可容纳40—432人，可任意组合使用，满足客户各种会议、培训、研讨、比赛等专业需求。

## 周边设施
博览馆毗邻一家新的五星级酒店-沈阳博览馆新世界酒店，此酒店可提供402间豪华客房，与博览馆内部相通，最适合作为博览馆举办会议的主场酒店。沈阳博览馆新世界酒店旁还有一家商务酒店－沈阳贝尔特酒店。除这两间酒店外，距离博览馆10公里范围内，也有超过9,700间客房的多家4、5星级酒店，可以满足宾客的不同需求。博览馆与沈阳K11购物艺术中心同位于新世界中心，沈阳K11购物中心是融合多间本地及外国品牌、餐饮和多类型娱乐活动于一身的购物艺术馆。

## 外部連結
- 沈阳新世界博览馆 （页面存档备份，存于）